# عینک فتوکرومیک
عینک فتوکرومیک به‌طور اتوماتیک در نور درخشان تیره شده و در نور کم روشنتر می‌شود. در اکثر موارد تیره شدن عینک ظرف نیم دقیقه صورت می‌گیرد و حال آن که روشن تر شدن آن حدود ۵ دقیقه طول می کشد که از نظر رنگ نیز به صورت یکنواخت یا سایه روشن عرضه می‌شوند. گرچه عینک‌های فتو کرومیک ممکن است از لحاظ جذب uv، عینک‌های آفتابی خوبی باشند، ولی ممکن است برای انطباق آن‌ها با شرایط مختلف نوری مدت زمانی به‌طور ناخواسته صرف شود.
در عدسی این گونه عینک‌ها بلورهای کوچک و شفاف نقره کلرید وجود دارد. این بلورها در برابر نور به اتم‌های نقره(Ag) و کلر(Cl) تجزیه می‌شوند و ذرات نقره مانع عبور نور شده و رنگ تیره ایجاد می‌کند. میزان تجزیه نقره کلرید به شدت نور بستگی دارد؛ هرچه نور شدید تر باشد عمل تجزیه بیشتر و تیرگی عدسی نیز بیشتر خواهد شد ولی با کاهش نور واکنش برگشت انجام شده و رنگ عدسی روشن می‌شود.